# オリヴァー・ボザニッチ
オリヴァー・ボザニッチ（Oliver John Bozanic，1989年1月8日 - ）は、オーストラリア・シドニー出身のサッカー選手。ポジションはミッドフィールダー。元オーストラリア代表。

## 経歴
シドニーに生まれ、幼少期からサッカーを始める。
2007年に、イングランドのレディングFCに加入するが出場機会は得られず、2010年5月10日にAリーグのセントラルコースト・マリナーズFCに移籍した。
2013年6月には、Kリーグの釜山アイパークや浦項スティーラースより関心が寄せられるが、スイス・スーパーリーグのFCルツェルンに2年契約で加入した。
2017年3月16日、Jリーグのヴァンフォーレ甲府に3年契約で移籍した。
同年11月30日、甲府のJ2降格を受けて、退団することを表明した。
2018年2月10日、メルボルン・シティFCに加入した。
2018年6月、ハート・オブ・ミドロシアンFCへ移籍。2020年6月、契約満了により退団した。
2020年10月、古巣のセントラルコースト・マリナーズFCへ移籍した。

## 個人成績
| 国内大会個人成績 | 国内大会個人成績 | 国内大会個人成績 | 国内大会個人成績 | 国内大会個人成績 | 国内大会個人成績 | 国内大会個人成績 | 国内大会個人成績 | 国内大会個人成績 | 国内大会個人成績 | 国内大会個人成績 | 国内大会個人成績 |
| 年度             | クラブ           | 背番号           | リーグ           | リーグ戦         | リーグ戦         | リーグ杯         | リーグ杯         | オープン杯       | オープン杯       | 期間通算         | 期間通算         |
| 年度             | クラブ           | 背番号           | リーグ           | 出場             | 得点             | 出場             | 得点             | 出場             | 得点             | 出場             | 得点             |
| 日本             | 日本             | 日本             | 日本             | リーグ戦         | リーグ戦         | リーグ杯         | リーグ杯         | 天皇杯           | 天皇杯           | 期間通算         | 期間通算         |
| ---------------- | ---------------- | ---------------- | ---------------- | ---------------- | ---------------- | ---------------- | ---------------- | ---------------- | ---------------- | ---------------- | ---------------- |
| 2017             | 甲府             | 21               | J1               | 10               | 0                | 4                | 1                |                  |                  |                  |                  |
| 通算             | 日本             | 日本             | J1               | 10               | 0                | 4                | 1                |                  |                  |                  |                  |
| 総通算           | 総通算           | 総通算           | 総通算           | 10               | 0                | 4                | 1                |                  |                  |                  |                  |

## 代表歴

### 出場大会
- オーストラリア代表
  - 2014 FIFAワールドカップ

### 試合数
- 国際Aマッチ 7試合 0得点（2013年-2015年）[9]

| オーストラリア代表 | 国際Aマッチ | 国際Aマッチ |
| 年                 | 出場        | 得点        |
| ------------------ | ----------- | ----------- |
| 2013               | 1           | 0           |
| 2014               | 4           | 0           |
| 2015               | 2           | 0           |
| 通算               | 7           | 0           |